# Parafia Podwyższenia Krzyża Świętego w Szarkowszczyźnie
Parafia Podwyższenia Krzyża Świętego w Szarkowszczyźnie (biał. Парафія Узвышэння Святога Крыжа ў Шаркаўшчыне) – parafia rzymskokatolicka w Szarkowszczyźnie. Należy do dekanatu szarkowszczyńskiego diecezji witebskiej.

## Historia
Dokładna data powstania parafii nie jest znana. Możliwe, że została zarejestrowana w latach 1905-1907, po tym jak wydano dekret o wolności religijnej. Ksiądz Jan Kurczewski podaje 1907 rok jako datę budowy kościoła w Szarkowszczyźnie. W latach 1914–1920. w parafii było 2600 osób. Od 1932 r. wchodziła w skład Dekanatu Miory (dziekan ks. Romuald Świrkowski). Parafia obsługiwała Szarkowszczyznę oraz 57 okolicznych wsi i przedmieść. W czerwcu 1914 teren znalazł się pod okupacją niemiecką, lecz kościół nadal funkcjonował. W czasach sowieckich rozpoczęły się prześladowania wierzących. W 1947 r. proboszcza aresztowano i wywieziono na Syberię. Jednak mimo to parafianie gromadzili się w kościele i odprawiali nabożeństwa. Nie podobało się to władzom i w 1949 r. kościół zamknięto.
W 1989 roku w Mosarzu ks. Józef Bulka odprawił Mszę Świętą w intencji odrodzenia parafii w Szarkowszczyźnie. W 1991 r. wierni z Szarkowszczyzny i okolic zwrócili się do władz lokalnych o rejestrację parafii rzymskokatolickiej, ale odmówiono im. Po wielu staraniach 18 lipca 1991 r. zarejestrowano parafię i komitet kościelny.
W wyznaczonym przez władze miejscu parafianie najpierw wybudowali kaplicę, w której pierwszą Mszę Świętą odprawiono 21 lipca 1991 r. W sierpniu 1992 roku rozpoczęto budowę kościoła. Prace nadzorował ówczesny proboszcz ks. Krzysztof Siłkowski SCJ. Budowę świątyni ukończono w 1995 roku. Niedzielne Msze Święte odbywają się w językach białoruskim i polskim.
Na terenie parafii znajdowała się kaplica Matki Bożej Szkaplerznej w Jodach (obecnie na terenie parafii św. Józefa w Borodzieniczach.